# Digitális Magyarország
A Digitális Magyarország egy olyan átfogó kormányzati program, amely 2020-ig négy pillér mentén – digitális infrastruktúra, közösség és gazdaság, állam, készségek – a teljes hazai digitális környezet fejlesztését célozza meg. A program lényege, hogy 2018-ra minden háztartásba eljusson a széles sávú internet, 2020-ig pedig kiterjedtebbé és hatékonyabbá váljon az e-ügyintézés, így ezáltal valamint a digitális írástudás elterjedésével javuljon az állampolgárok életminősége.

## Története
A Digitális Magyarország programot az úgynevezett Európai Digitális Menetrend elveit szem előtt tartva dolgozta ki és hajtja végre a kormányzat. Az alapokat, illetve stratégiai irányokat a Nemzeti Infokommunikációs Stratégia (illetve az erről szóló 1069/2014. (II.19.) Korm. határozat) és a konkrét megvalósítási feladatokat tartalmazó Zöld Könyv jelöli ki.

## Az Európai Digitális Menetrend
Az Európai Bizottság 2010-ben az „Európa 2020” stratégiában hét kiemelt kezdeményezéssel mutatott rá az Európai Unió előtt álló legfontosabb feladatokra, amelyek révén a kontinens gazdasága felkészülhet az elkövetkező időszak kihívásaira. A hét kezdeményezés közül az egyik leghangsúlyosabb az Európai Digitális Menetrend, amelynek fő célkitűzései: 
- egy élénk és egységes digitális piac létrehozása
- az átjárhatóság megteremtése az IKT (info-kommunikációs technológia) szektorban
- a bizalom és biztonság erősítése mellett az infokommunikációs technológia előnyeinek hangsúlyozása
- minél szélesebb körben nagy sávszélességű, szupergyors internet-hozzáférés  biztosítása
- a K+F+I beruházások ösztönzése

## A program főbb céljai
A Nemzeti Infokommunikációs Stratégiában megfogalmazott törekvések végső célja a Digitális Magyarország létrehozása, amely a kormányzat, az intézményi és a piaci szereplők közös szerepvállalásával valósul meg. A program egésze olyan lehetséges kitörési pont a nemzetgazdaság számára, amely egyúttal elősegíti, hogy a magyar emberek jobb, kényelmesebb, tartalmasabb életet éljenek. 
A Digitális Magyarország főbb céljai:
- A szupergyors internet elérhetővé tétele.
- A helyi közösségek, valamint a teljes magyar társadalom összetartozásának erősítése a digitális technológia révén.
- Az állam által nyújtott szolgáltatások fejlődése.
- Az ország versenyképességének növelése a digitális szolgáltatások, valamint a digitális készségek fejlesztésével.
- A digitális infokommunikációs alkalmazások, szolgáltatások kiterjesztésével az életminőség javítása minden élethelyzetben.

## A program 4 fő pillére

### Digitális infrastruktúra
Magyarország vállalta, hogy 2018-ig az egész országot lefedő, legalább 30 Mbps sávszélességű internet hálózatot építi ki. A létrejövő szupergyors hálózat az interneten található tartalmak általános és gyors hozzáférhetővé tételével növeli az állampolgárok egyéni boldogulási esélyeit, gyorsabbá és hatékonyabbá teszi az e-ügyintézést, a távközlési szektor bővülésével pedig jelentősen nő Magyarország versenyképessége is.  

### Digitális közösség és gazdaság
Ez a pillér a digitális eszközbeszerzéseket, az intelligens városi szolgáltatások széles körű bevezetését, a térségi gazdaságfejlesztési programokat, illetve a helyi kis- és középvállalkozások informatikai fejlesztését teszi lehetővé. A legmodernebb infokommunikációs eszközök használata az emberek mindennapi életminőségének javításán túl a gazdaság egyik húzóerejének számító kis- és középvállalkozások működésében is elengedhetetlen, hiszen a vállalkozásokat új lehetőségekhez, új piacokhoz juttatja, hatékonyabb működést eredményez, az ilyen módos felszabaduló erőforrások pedig újabb fejlesztéseket és új munkahelyek létrejöttét segítik elő.

### Digitális Állam
Az adminisztratív és bürokratikus terhek csökkentése a Digitális Magyarország egyik legfontosabb célja. A kormány 2020-ig az e-szolgáltatások körét jelentősen kibővíti: az állampolgárok egyéni ügyintézésében éppúgy, mint a vállalkozások működésében. 
Ez minden tekintetben időt, költségeket és fáradságot takarít meg, rugalmasabbá, hatékonyabbá teszi az állam működését és könnyebbé a hazai vállalkozások mindennapjait.  

### Digitális készségek
Az emberek digitális írástudásának fejlesztése egy átfogó terület, amely magában foglalja a köznevelést, a felsőoktatást, illetve a hátrányos helyzetű állampolgárokat segítő programokat is. A speciális képzési projektek a munkaerőpiacra is serkentőleg hatnak, hiszen a digitális írástudás a tanulásban, az álláskeresésben és számos hiányszakmában is elengedhetetlen. A távoli munkavégzés lehetősége esélyt adhat a fogyatékkal élők, a gyermeküket otthon lévő szülők és az elmaradottabb régiókban élők számára, hogy könnyebben bekapcsolódjanak a munka világába. A magas szintű közép- és felsőoktatási IT-képzésnek köszönhetően a piaci szereplők képzett munkaerőhöz juthatnak, és így növelhetik hazai befektetéseiket

## A Digitális Magyarország Nyíregyháza Alprogram
A Digitális Magyarország Nyíregyháza alprogramjában 2015 végéig költségvetési forrásból 1,7 milliárd forint értékben valósulnak meg fejlesztések a városban és a járásban. A Nyíregyháza alprogram lehetőséget adhat arra, hogy az itt szerzett tapasztalatok megalapozzák a Digitális Magyarország országos infokommunikációs fejlesztéseinek további irányát.
Mintegy 6000 lakos számára biztosítanak informatikai eszközöket (notebook, tablet stb.), valamint fejlesztik a közoktatási- és egészségügyi intézmények informatikai és infrastrukturális eszközeit.
A rászorultsági alapon történő informatikai eszközök biztosítására vonatkozó pályázati lehetőségről az alprogram honlapja tartalmaz részletes információkat. Innen érhető el a pályázat online benyújtási felülete is.
- A kormány egyik piaci partnere, a Magyar Telekom hálózatfejlesztésének köszönhetően 2015 végéig mindenütt elérhetővé válik a szupergyors internet.
- Intelligens városi szolgáltatásokat vezetnek be: többfunkciós városkártyát hoznak létre, és a közterületek biztonságát növelő rendszereket építenek ki.
- Bővítik az e-ügyintézések körét, három új, korszerű kormányablak nyílik.
- Egy országos program részeként informatikai felnőttoktatási programot indítanak a digitális írástudás terjesztésére, a hátrányos helyzetű tanulóknak felzárkóztató képzéseket szerveznek.

## MobilGO - Digitális Magyarország

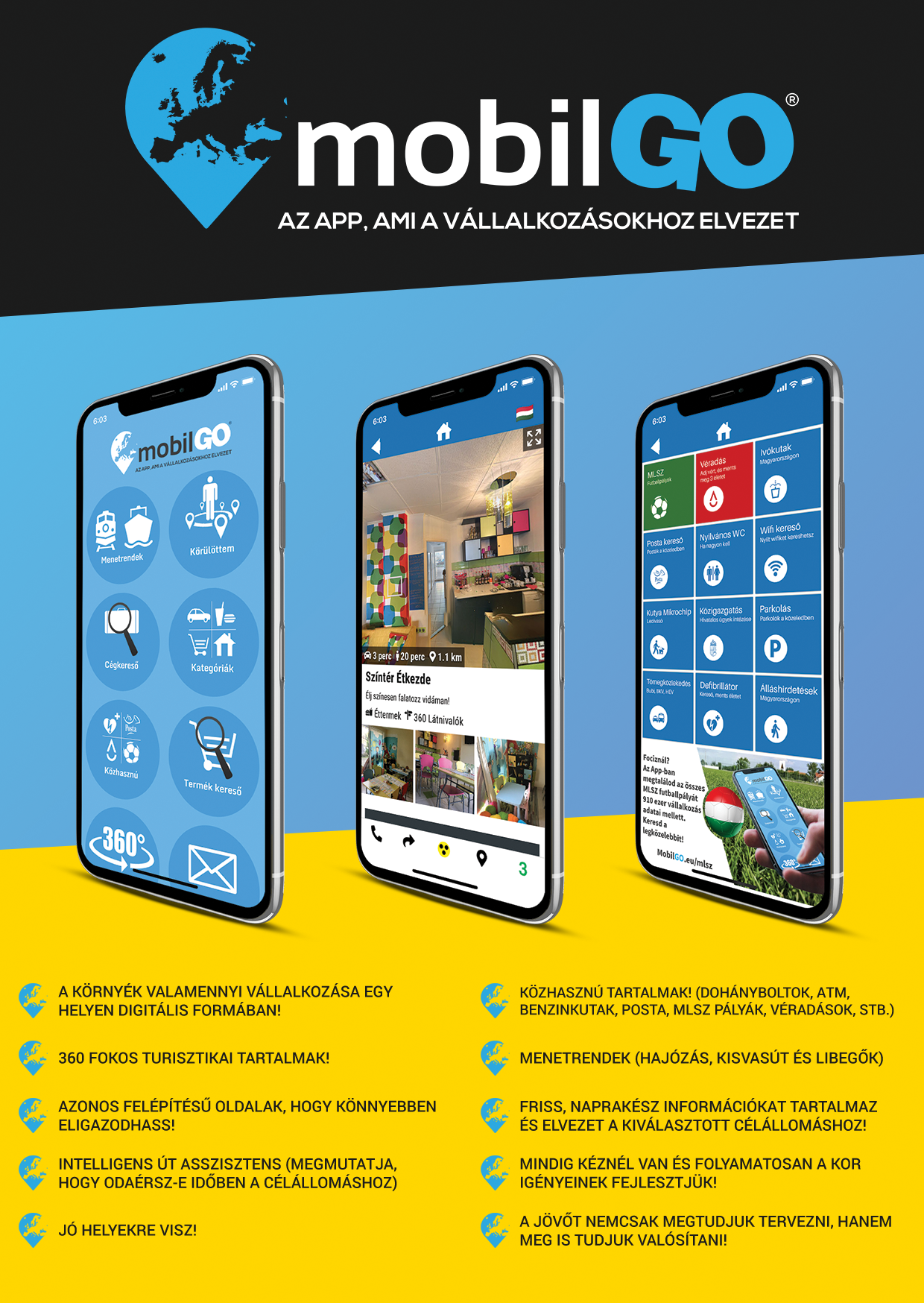
MobilGO - Digitális Magyarország

Érdemes megemlíteni a MobilGO telefonos applikáció Digitális Magyarország Programját, amelynek küldetése, a digitalizációt a legtávolabbi országrészekbe is eljuttatni, mert csak így lehet sikeres Magyarország. 
Cél még, hogy a hazánkba látogató vendégek számára vonzó, és naprakész információkkal szolgáljon az applikáció, miközben el is vezet a kiválasztott célállomáshoz. 
Mert a turisztikai szektorban is egyre nagyobb a szükség, az olyan korszerű és innovatív digitális megoldások iránt, melyek növelik a magyar vállalkozások versenyképességét, és megfelelően kiszolgálják a hazánkba látogató turisták igényeit.
A helyi lakosság számára pedig egy mindig kéznél lévő, Hasznos Magyar Digitális Tartalmakat megjelenítő applikáció, ami tartalmazza a környék valamennyi vállalkozását, egy helyen digitális formában.
Ma Magyarországon minden negyedik vállalatnak nincs honlapja, ez egyrészről piaci hatékonysági probléma (partnerek felkutatása), másrészről láthatósági is.  Hazánk, ha kimarad a digitalizációból, akkor hosszú időre lemaradhat, és az a vállalkozás, amely nincs jelen online, az versenyhátrányba kerül azokkal szemben, akik már az online térben is elérhetőek több millió ember számára.
A MobilGO applikáció Digitális Magyarország Programja kifejezetten azért lett létrehozva, hogy a magyar vállalkozások online is elérhetőek legyenek innovatív módon, és így Magyarország a jövő országa legyen.
- http://okosvaros.lechnerkozpont.hu/hu/peldatar?combine=mobilgo&field_o_target_id=&field_t_target_id=
- https://www.mobilgo.eu/

## További információ
A Gazdaságfejlesztési és Innovációs Operatív Program (GINOP) keretében 2015. augusztus 28-ától érhető el az „Újgenerációs NGA és felhordó hálózatok fejlesztése” című pályázat, amelynek segítségével hazánk minden háztartása számára elérhetővé válik a legalább 30 Mbit/s sávszélességű internet-hozzáférés.
- http://computerworld.hu/computerworld/kuszobon-a-digitalis-magyarorszag.html
- http://www.hwsw.hu/hirek/53159/telekom-nyiregyhaza-digitalis-magyarorszag-vezetekes-internet.html
- https://web.archive.org/web/20150914040324/http://palyazat.gov.hu/content/11910